# Juan VII de Werle
Juan VII de Werle-Güstrow (n. h. 1375; m. entre 14 de agosto y 17 de diciembre de 1414) fue desde 1395 hasta 1414 señor de Werle-Güstrow. Fue el segundogénito de Lorenzo, señor de Werle-Güstrow, y Matilde (m. antes del 17 de diciembre de 1402). Después de la muerte de su padre Lorenzo en 1393 o 1394, su hermano Baltasar inicialmente gobernó en solitario, pero desde el 11 de diciembre de 1395 Juan y Baltasar gobernaron juntos Werle. Desde el 1.º de mayo de 1401, su hermano Guillermo fue también regente conjunto.
Juan se casó con Catalina de Sajonia-Lauemburgo, una hija de Erico IV de Sajonia-Lauenburgo. Después de su muerte, se casó con Juan IV de Mecklemburgo. No se sabe que tuviera hijos.